# Low Ackworth
Low Ackworth es un barrio de la localidad de Ackworth, situada en Yorkshire del Oeste, Inglaterra. Según el censo de 2021, tiene una población de 920 habitantes.